# Thrypticomyia zimmermaniana
Thrypticomyia zimmermaniana är en tvåvingeart som först beskrevs av Alexander 1947.  Thrypticomyia zimmermaniana ingår i släktet Thrypticomyia och familjen småharkrankar. Inga underarter finns listade i Catalogue of Life.